# Hilda Wideberg
Hilda Amalia Lenander, tidigare Wideberg, född 12 februari 1841 i Solna församling, Stockholms län, död 15 januari 1927 i Ljungby församling, Kronobergs län, var en svensk konsertsångare.

## Biografi
Hilda Wideberg var dotter till löjtnanten vid Livregementets husarer Fredrik Wilhelm Wideberg och Mathilda Pehrman och gift 1882 med överinspektor Lenander. 
Hon var engagerad som operasångare vid Operan i Stockholm 1868–1870. Det var dock som konsertsångare Wideberg blev mest betydande. 
Hon avslutade sin operakarriär redan efter två år, men bildade sedan »Den svenska damkvartetten», tillsammans med Amy Åberg, Maria Pettersson och Wilhelmina Söderlund. Denna kvartett framträdde på offentliga konserter och turnerade runt Europa, där de på sin tid var välkända.